# Villeparisis
 Villeparisis  es una población y comuna francesa, en la región de Isla de Francia, departamento de Sena y Marne, en el distrito de Torcy y cantón de Claye-Souilly.

## Demografía
| 537                       | 487 | 559 | 525 | 685 | 701 | 737 | 620 | 564 | 733 | 902 | 849 | 898 | 886 | 853 | 856 | 858 | 881 | 907 | 910 | 996 | 3 011 | 4 989 | 5 585 | 5 610 | 7 525 | 10 926 | 13 470 | 14 817 | 16 659 | 18 790 | 21 294 | 23 302 | 23 368 |
| (Fuente: INSEE y Cassini) |     |     |     |     |     |     |     |     |     |     |     |     |     |     |     |     |     |     |     |     |       |       |       |       |       |        |        |        |        |        |        |        |        |

Forma parte de la aglomeración urbana de París. Es la mayor población del cantón.